# District de Mwenezi
Le district de Mwenezi est une subdivision administrative de second ordre de la province de Masvingo au Zimbabwe. Il est traversé par la rivière Mwenezi et l'autoroute A4, la principale artère qui relie la ville de Beitbridge, à la frontière avec l'Afrique du Sud, à Masvingo.
En 2012, la population du district est estimée à 166 993 habitants.